# Illusione (film 1952)
Illusione (The Man Who Watched Trains Go By) è un film del 1952 diretto da Harold French, tratto dal romanzo L'uomo che guardava passare i treni di Georges Simenon.